# Motte Beeck
Die Motte Beeck ist der stark überwachsene Rest eines hochmittelalterlichen, befestigten Hofgutes nahe dem Kirchturm von St. Vincentius im Ortszentrum von Beeck, einem heutigen Stadtteil von Wegberg im Kreis Heinsberg in Nordrhein-Westfalen.
Aus der im Stauwasser des Beeckbaches angelegten zweiteiligen Holz-Erde-Burg mit künstlich erhöhter Hauptburg („Motte“) entwickelte sich das Hofgut „Haus Beeck“ mit dem steinernen Torbau des 17. Jahrhunderts.